# Єсін Сергій Олександрович
Є́сін Сергі́й Олекса́ндрович (нар. 2 квітня 1975, Керч, СРСР) — український футболіст, що виступав на позиціях захисника та півзахисника. Найбільше відомий завдяки виступам у складі збірної України, сімферопольської «Таврії» та низки інших українських і узбецьких клубів. Переможець першого чемпіонату України з футболу (1992), фіналіст Кубка України (1993/94). Майстер спорту України. Після завершення кар'єри розпочав тренерську діяльність.

## Життєпис
Сергій Єсін народився у м. Керч і є вихованцем керченського футболу. До «Таврії» потрапив ще у юнацькому віці. Дебютний поєдинок 17-річного півзахисника припав на чемпіонський матч сімферопольців з київським «Динамо» у сезоні 1992, у якому «таврійці» створили справжню сенсацію та перемогли киян з рахунком 1:0. В Лізі Чемпіонів «Таврія» спочатку пройшла ірландський «Шелбурн» (0:0, 2:1), а у наступному раунді поступилася за сумою двох матчів швейцарському «Сьйону» (1:3, 1:4). Втім, у жодному з цих поєдинків Єсін участі не брав. Наступним значним успіхом у складі «Таврії» стала участь у фіналі розіграшу Кубка України 1993/94, в якому сімферопольці поступилися у серії післяматчевих пенальті одеському «Чорноморцю».
За дев'ять з половиною сезонів, які Єсін провів у Сімферополі, він встиг відіграти майже дві сотні матчів у чемпіонаті України та близько трьох десятків поєдинків у Кубку. У 1996 році його залучали до ігор збірної України у відбірковому циклі Чемпіонату світу 1998. Після завершення першої половини сезону 2000/01, втративши місце в основі «Таврії» через важку травму коліна, Єсін пристав на пропозицію харківського «Металіста», де відіграв близько дев'яти місяців, після чого знову зник з горизонту українського футболу. Сезон 2002/03 він розпочав у новоствореному «Севастополі», згодом виступав за узбецький «Навбахор», а у 2004 році повернувся до складу «Таврії», щоправда заграти як раніше у рідному клубі йому так і не вдалося.
Влітку 2004 року Єсін перейшов до друголігового «Геліоса», де швидко став одним з основних гравців та здобув разом з командою право на підвищення у класі. Однак вже на початку сезону 2006/07 футболіст опинився у складі ужгородського «Закарпаття», що вело боротьбу за вихід до вищої ліги. Посівши друге місце, закарпатці виконали завдання, однак закріпитися у найвищому дивізіоні не змогли і наступні три сезони виконували роль команди-«ліфта», що мігрувала між вищою та першою лігами. У серпні 2009 року колишній гравець збірної України вирішив повісити бутси на цвях.
Після завершення кар'єри гравця Сергій Єсін працював тренером молодіжного складу ужгородського «Закарпаття», продовжуючи виступи на аматорському рівні у складі ФК «Берегвідейк», разом з яким пробився до розіграшу Кубка України 2011/12. У 2011 році Єсін перейшов до тренерського штабу харківського «Геліоса», де виконував спочатку роль помічника, а згодом тренера-селекціонера. У квітні 2013 року його було призначено виконуючим обов'язки головного тренера клубу після відставки Анатолія Чанцева, а у червні того ж року — офіційно затверджено на посаді головного наставника команди. Після двох стартових поразок у весняній частині чемпіонату 30 березня 2015 подав у відставку.
З квітня 2015 року — тренер ФК «Океан» (Керч). З 7 березня 2016 року — головний тренер «Океану». 30 березня 2017 року Сергія Єсіна було відправлено у відставку з поста головного тренера клубу, але він залишився у штабі нового головного тренера Олега Лещинського. У січні 2018 роки, після звільнення Лещинського, Єсін знову став головним тренером «Океану». Після призначення 18 червня 2018 року головним тренером «Океану» Спартака Жигуліна, Єсін став його помічником.

## Виступи у збірній
| 01. | 05.10.1996 | Україна    | НСК «Олімпійський», Київ   | Україна — Португалія | 2-1 | Відбірковий матч ЧС-1998 |  |  |  |
| 02. | 09.11.1996 | Португалія | «Ештадіу даш Анташ», Порту | Португалія — Україна | 1-0 | Відбірковий матч ЧС-1998 |  |  |  |

## Досягнення
Командні трофеї
- Фіналіст Кубка України (1): 1993/94
- Бронзовий призер чемпіонату Узбекистану (1): 2003
- Переможець першої ліги чемпіонату України (1): 2008/09
- Срібний призер першої ліги чемпіонату України (1): 2006/07
- Переможець групи «В» другої ліги чемпіонату України (1): 2004/05
- Брав участь у чемпіонському (1992) сезоні «Таврії», однак провів замало матчів для отримання медалей (1 гра)

Особисті здобутки
- Майстер спорту України